# Dead Prez
I Dead Prez sono un duo hip hop formato dai rapper e attivisti Stic.Man e M-1, nato nel 1996 a New York. Sono conosciuti per il loro stile, per i temi trattati, che variano dal livello sociale a quello politico, nella continua ricerca della giustizia sociale, ed a favore del movimento Panafricanismo. Il duo mantiene da sempre un netto schieramento contro il controllo della popolazione, favorito dai mass media, ed anche con alcune case discografiche del mondo hip hop.

## Storia

Il settimo esagramma dell'I-Ching è il logo dei Dead Prez. Significa "Esercito".

Nel 1990 i due componenti del gruppo si incontrano per la prima volta alla FAMU (Florida Agricultural and Mechanical University).
M-1 e Stic-man sono subito legati dalla forte passione per la musica, per la loro vicinanza di pensiero e per le loro ideologie politiche. Le loro opinioni ed il loro rapporto, con il passare del tempo, si solidificano sempre di più, e così M-1 entra a far parte del movimento Black Panther.
In seguito, sempre M-1 entra a far parte del People's Democratic Uhuru Movement, a Chicago, mentre stic.man rimase in Florida. Passa qualche anno, ed entrambi si decisero di dedicarsi unicamente alla loro passione più grande, la musica. Dopo molto impegno, vengono scoperti e lanciati da Brand Nubian's e Lord Jamar, rispettivamente un gruppo ed un MC di New York. Grazie ai loro aiuti, riescono a farsi notare dalla Loud Records, una nota casa discografica che aveva già lanciato artisti come i Mobb Deep ed il Wu-Tang Clan.
Sebbene la notorietà era difficile da ottenere, il duo era già conosciuto nel mondo underground, e non ha grossi problemi a farsi notare. Il duo non divenne mai una priorità della casa discografica, ma si fecero conoscere per le loro "manifestazioni pubbliche", nelle quali bruciavano banconote da 1 dollaro o lanciavano mele sulla folla, dichiarando di voler fare mangiare tutti in modo sano.
La loro prima apparizione, seppur breve, nel mondo della musica, è stata nell'album Capital Punishment di Big Punisher, già nel 1998.

## Temi
Sin dall'album di debutto, si discusse molto del duo. Molte canzoni sono caratterizzate da forti attacchi verso la società moderna, la politica corrotta, la perdita dei valori etici e morali, l'omologazione delle persone e le terribili condizioni del terzo mondo. Anche i titoli dati ai loro album, come ad esempio Let's Get Free o Get Free or Dye Tryin (quest'ultimo appare quasi come uno scherno all'album di 50 Cent, Get Rich or Die Tryin') rispecchiano molto chiaramente le loro ideologie ed il loro grido, richiamato poi in quasi tutte le loro canzoni.

## Documentario
Nel 2006 venne diretto un documentario sul duo, dal titolo Dead Prez: It's Bigger Than Hip Hop. Questo, trasmesso dal canale Starz InBlack e diretto da John Threat, era un documentario volto a far conosce il duo, le loro idee, il loro pensiero. Venne introdotto anche un nuovo tema, quello della droga, che tanto dilaga nei rapper odierni. Nello stesso anno, il duo partecipa ad un album assieme agli Outlawz, intitolato Can't Sell Dope Forever, appunto per denunciare il loro disprezzo verso questo tema non ancora trattato.

## Discografia
Album in studio
- 2000 - Let's Get Free
- 2004 - RBG: Revolutionary but Gangsta
- 2006 - Can't Sell Dope Forever (con gli Outlawz)
- 2012 - Information Age

Album live
- 2008 - Live in San Francisco

Mixtape
- 2002 - Turn off the Radio: The Mixtape Vol. 1
- 2003 - Turn off the Radio: The Mixtape Vol. 2: Get Free or Die Tryin'
- 2009 - Pulse of the People: Turn off the Radio Vol. 3
- 2010 - Turn Off the Radio Vol. 4: Revolutionary But Gangsta Grillz

Singoli
- 1998 - Sellin' D.O.P.E. (Drugs Oppress People Everyday)
- 1999 - Hip Hop
- 1999 - They Schools
- 1999 - Police State
- 2000 - It's Bigger Than Hip Hop
- 2004 - Radio Freq
- 2004 - Hell Yeah (Pimp the System)
- 2004 - Hell Yeah (Pimp the System) (remix)
- 2009 - Politrikkks